# Tramlijn 4 (Lyon)
Tramlijn 4 van de tram van Lyon is een tramlijn in de agglomeratie van Lyon. Hij loopt van  la place Mendès-France naar Hôpital Feyzin.

## Geschiedenis
Sinds 2000 werden er plannen gemaakt voor een tramlijn tussen la place Mendès France via Lyon-Minguettes naar Vénissieux. De plannen werden op 31 januari 2002 in het vervoersplan voor de stad. In december 2004 werd de bouw aanbesteed, en in juli werd de déclaration d'utilité publique verleend, waarna er gebouwd kon worden. De eerste werkzaamheden begonnen in september 2006 met de (her-) aanleg van bekabeling. In april 2007 begonnen de werkzaamheden aan de spoorbedding, en in juli van dat jaar werd het eerste spoor aangelegd. Het laatste spoor werd aangelegd in juni 2008. Vanaf oktober dat jaar werden de bovenleiding en de perrons aangelegd. De eerste testritten waren in januari 2009, de eerste fase werd op 20 april 2009 in dienst gesteld tussen de Jet d'Eau en Ziekenhuis Feyzin - Venissieux. De kosten van deze 10 km lange lijn worden ruwweg geschat op 185,3 miljoen euro.
In september 2013 is de verlengd tot La Doua G. Berger en in de spits tot het eindpunt van tramlijn 1, IUT - Feyssine. Tot Thiers Lafayette waar de lijn samenkomt met tramlijn 1 heeft ie een eigen traject langs de oostingang van station Lyon-Part-Dieu. Zowel tramlijn 1, 3 en Rhônexpress hebben daar hun eigen perrons.

## Exploitatie
De trams rijden van vijf uur 's ochtends en 1 uur 's nachts. In de spits rijden elke 7 minuten trams, anders is dat elke vijftien minuten.

### Materieel

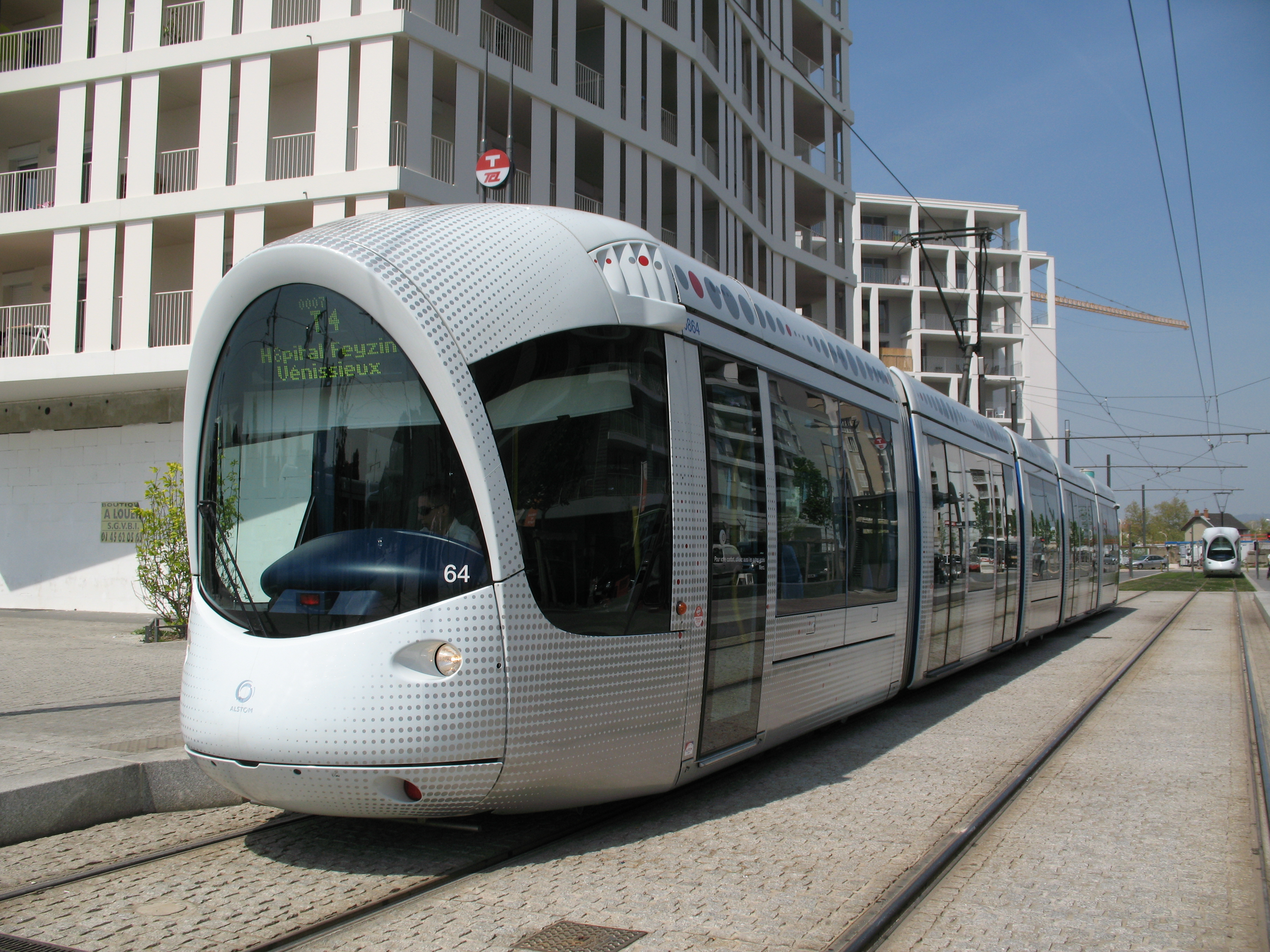
Een Citadis tram op de lijn.

De lijn wordt geëxploiteerd door Citadis 302 trams van de Franse fabrikant Alstom. Technische informatie:
- Lengte: 32.416 m
- Breedte: 2,4 m
- Vloerhoogte boven de rail: 350 mm
- Leeg gewicht: 38,4 t
- Massa in een normale belasting: 52,48 t
- Aantal gemotoriseerde draaistellen: 2
- Voeding: 750 V =
- Capaciteit: 272 personen (56 zitplaatsen)
- Maximale snelheid: 70 km/h
- Gemiddelde afgelegde afstand per jaar: 60 000 km

De trams hebben een lage vloer, wat gemakkelijk is voor lichamelijk gehandicapten. Ook is er airconditioning.